# Академія смерті
«Акаде́мія сме́рті» (нім. NaPolA - Elite für den Führer) — воєнна драма Денніса Ґанзеля про вихованців однієї з Націонал-політичних академій, що готували еліту Третього Рейху в роки другої світової війни.

## Сюжет
Німеччина, 1942 рік. Головний герой фільму — Фрідріх Ваймер — щойно закінчив школу. Він родом з бідної сім'ї і мріє чого-небудь досягти в житті. Єдина пристрасть героя — це бокс. І одного разу він отримує шанс покращити своє життя: його помічає викладач з елітної національно-політичної академії Гайнріх Фоглер і запрошує поступити до цього навчального закладу. Батько забороняє Фрідріху навчатися в цій академії з етичних міркувань, але той підроблює дозвіл батька і йде без його відома. У прощальній записці погрожує батьку повідомити до гестапо про його відношення до академії у разі, якщо той побажає його забрати.
Коли Фрідріх приїжджає до академії, Фоглер стає його наставником і тренером з боксу. Основні принципи навчання в академії — жорстка дисципліна, ідея обраності арійської раси, спартанські умови життя.
У академії Фрідріх знаходить нового друга Альбрехта Штайна — уразливого і крихкого за вдачею, з долею скепсису того, що відноситься до нацистської ідеології і в той же час сина гауляйтера. Альбрехт, незважаючи на своє привілейоване становище, знаходиться в постійній конфронтації з тяжкими умовами в академії, тому що не згоден з ідеологією Третього Рейху. Нарешті, в одному зі шкільних творів він критикує недавнє шкільне завдання, пов'язане зі спійманням військовополонених, що втекли, при виконанні якого військовополонені були убиті, що, на думку Альбрехта, несправедливо. Отримавши погрози від батька і керівництва школи, Альбрехт здійснює самогубство на уроці фізкультури, втопившись.
Фрідріх важко переживає смерть друга і теж розчаровується в поглядах, що нав'язуються йому в академії. Останньою краплею для нього стає відмова керівництва школи опублікувати написаний ним некролог про смерть Альбрехта (у зв'язку із самогубством і іншими небажаними обставинами). Після цього Фрідріх бере участь у змаганнях з боксу між академіями і свідомо програє бій. Його відраховують з академії, відбирають форму, і він в літньому одязі, по снігу йде назустріч своїй новій долі.
В останніх кадрах стрічки повідомляється про те, що навіть тоді, коли результат Другої світової війни було вирішено наперед, формування, що складаються з учнів націонал-політичних навчально-виховних установ, продовжували запекло чинити опір. Кожен другий з них загинув.

## В ролях
| Актор                   | Роль                    |
| ----------------------- | ----------------------- |
| Макс Рімельт            | Фрідріх Ваймер          |
| Том Шилінг              | Альбрехт Штайн          |
| Девід Штрісов           | Хайнріх Фоглер          |
| Юстус фон Донаньї       | гауляйтер Хайнріх Штайн |
| Йоахім Біссмайер        | директор академії       |
| Мартін Горес            | Зігфрід «Зіггі» Гладен  |
| Міхаель Шенк            |                         |
| Флоріан Штеттер         |                         |
| Геральд Александр Хельд |                         |

## Цікаві факти
- NaPolA — акронім від нім. Nationalpolitische Lehranstalt (розмовне вживання) — Націонал-політична академія. Офіційно — NPEA от нім. Nationalpolitische Erziehungsanstalt.
- Режисер Денніс Ґанзель зіграв епізодичну роль тренера по боксу на самому початку фільму.

## Нагороди
| Фестиваль / Премія                         | Рік  | Нагорода                    | Категорія                          | Переможець                   |
| Bavarian Film Awards                       | 2004 | Bavarian Film Award         | Найкращий режисер                  | Денніс Ґанзель               |
| Hamptons International Film Festival       | 2004 | Audience Award              | Найкращий міжнародний фільм        | Денніс Ґанзель               |
| Deutscher Filmpreis                        | 2003 | Filmpreis in Gold           | Найкращий неекранізований сценарій | Меґґі Перен / Денніс Ґанзель |
| Міжнародний кінофестиваль у Карлових Варах | 2004 | Best Actor Award            | Найкращий актор                    | Макс Рімельт                 |
| EuropaCinema                               | 2004 | EuropaCinema Platinum Award | Найкращий фільм                    | Денніс Ґанзель               |
| Undine Awards                              | 2005 | Audience Award              | Приз Глядацьких Симпатій           | Том Шилінг                   |